# Pink slime

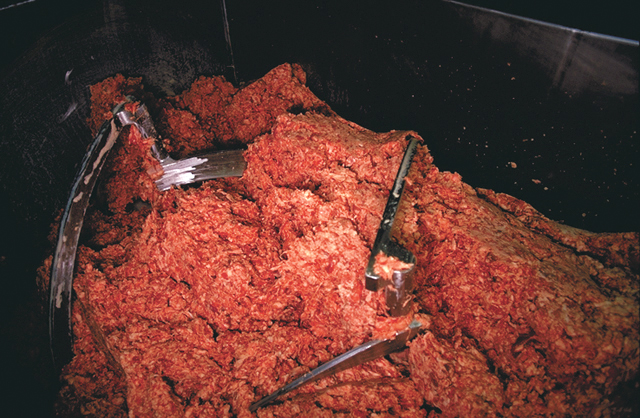
Morceaux de bœuf en cours de hachage.

Le pink slime (« glu rose »), aussi connue sous les dénominations lean finely textured beef (LFTB) et boneless lean beef trimmings (BLBT), est un additif alimentaire économique à base de bœuf qui peut être ajouté à de la viande hachée ou à des viandes transformées à titre d'agent de remplissage.
Il se compose de morceaux de bœuf haché finement déchiquetés, de tendons, de graisse et de tissus conjonctifs qui ont été retirés mécaniquement dans une centrifugeuse chauffée de 41,6 à 42,8 °C afin d'en faire une pâte. Cette dernière est traitée à l'ammoniac ou à l'acide citrique afin d'éliminer les bactéries, puis est finement broyée, pressée en blocs et surgelée en vue d'une utilisation industrielle.
Le pink slime a été autorisé pour la nourriture des animaux autres que l'Homme. Ensuite, il fut autorisé pour la consommation humaine mais en 2012, une controverse éclata sur Internet et son usage pour la consommation humaine fut sévèrement restreint aux États-Unis.

## Reportage d'ABC News et procès qui s'ensuit
En mars 2012, la chaîne d'information américaine ABC News réalise et diffuse un reportage alarmiste demandant aux consommateurs de faire attention au contenu de leur réfrigérateur qualifiant le LFTB d'être « essentiellement des morceaux de viande en morceaux compressés ensemble et traités avec un agent antibactérien ». C'est au même moment que le Département de l'Agriculture des États-Unis (USDA) émet un rapport sur la non-dangerosité du produit. Une polémique s'installe. Les sociétés agro-alimentaires telles que ConAgra Foods Inc., Sara Lee Corporation et Kraft Foods Inc. indiquent ne pas utiliser de LFTB. Plusieurs chaînes de fast food stoppent l'utilisation de LFTB et affirment ne pas en avoir utilisé auparavant. Les chaînes de distributions, les restaurants et les cantines scolaires annoncent ne plus l'utiliser eux aussi,.
La société Beef Products Inc (BPI), sujet du reportage, annonce le 25 mars qu'elle suspend son activité dans 3 de ses quatre usines,. Elle déclare que 72 clients ont rompu leurs contrats et que sa production a chuté de 5 millions de livres à 1 million de livres en une semaine. Le 25 mai 2012 , BPI ferme trois usines, et licencie 700 personnes.
D'autres sociétés sont affectées comme Cargill en avril 2012 qui réduit sa production et prédit une augmentation du prix des hamburgers. Cargill stoppe la production de LFTB à Vernon (Californie) mettant 50 personnes au chômage et à Plainview (Texas) ainsi que d'autres sites pour un total de 2 000 postes. La société Yucaipa Companies se met sous la protection du chapitre 11 pour banqueroute.
Le 13 septembre 2012, BPI intente un procès contre American Broadcasting Company, maison-mère d'ABC News, et ses journalistes, réclamant 1,2 milliard de dollars en raison de l'usage répété de termes mettant à mal ses produits et pour avoir durant plus d'un mois lancé une campagne de désinformation contre elle,,.
Le 9 août 2017, ABC News annonce payer 177 millions de dollars pour clore le procès avec BPI. Le 18 octobre 2017, Disney, détenteur de ABC News, intente un procès contre son assureur AIG qui estime ne pas avoir à rembourser les 177 millions de dollars versés par ABC au groupe alimentaire BPI pour régler l'affaire du Pink slime. Le 26 octobre 2017, AIG intente à son tour un procès contre Disney pour éviter de rembourser 25 millions de dollars en raison d'une clause non définie au contrat,. Le 16 mars 2018, AIG demande une décision rapide à la neuvième cour dans son procès contre Disney à la suite de l'affaire du Pink slime.

## Législation européenne
Comme tout produit de viande séparée mécaniquement issu de ruminant, le pink slime est interdit de production (et en général d'importation) par la législation européenne depuis la crise de la vache folle, y compris pour les produits dédiés à l'alimentation animale.